# Richmond River
Richmond River är ett vattendrag i Australien. Det ligger i delstaten New South Wales, i den sydöstra delen av landet, omkring 600 kilometer norr om delstatshuvudstaden Sydney. Arean är 38 kvadratkilometer. Genomsnittlig årsnederbörd är 1 858 millimeter. Den regnigaste månaden är januari, med i genomsnitt 298 mm nederbörd, och den torraste är oktober, med 40 mm nederbörd.